# Passage des Verrières
Le passage des Verrières est une voie piétonne sous verrière située dans le 1er arrondissement de Paris, en France.

## Origine du nom

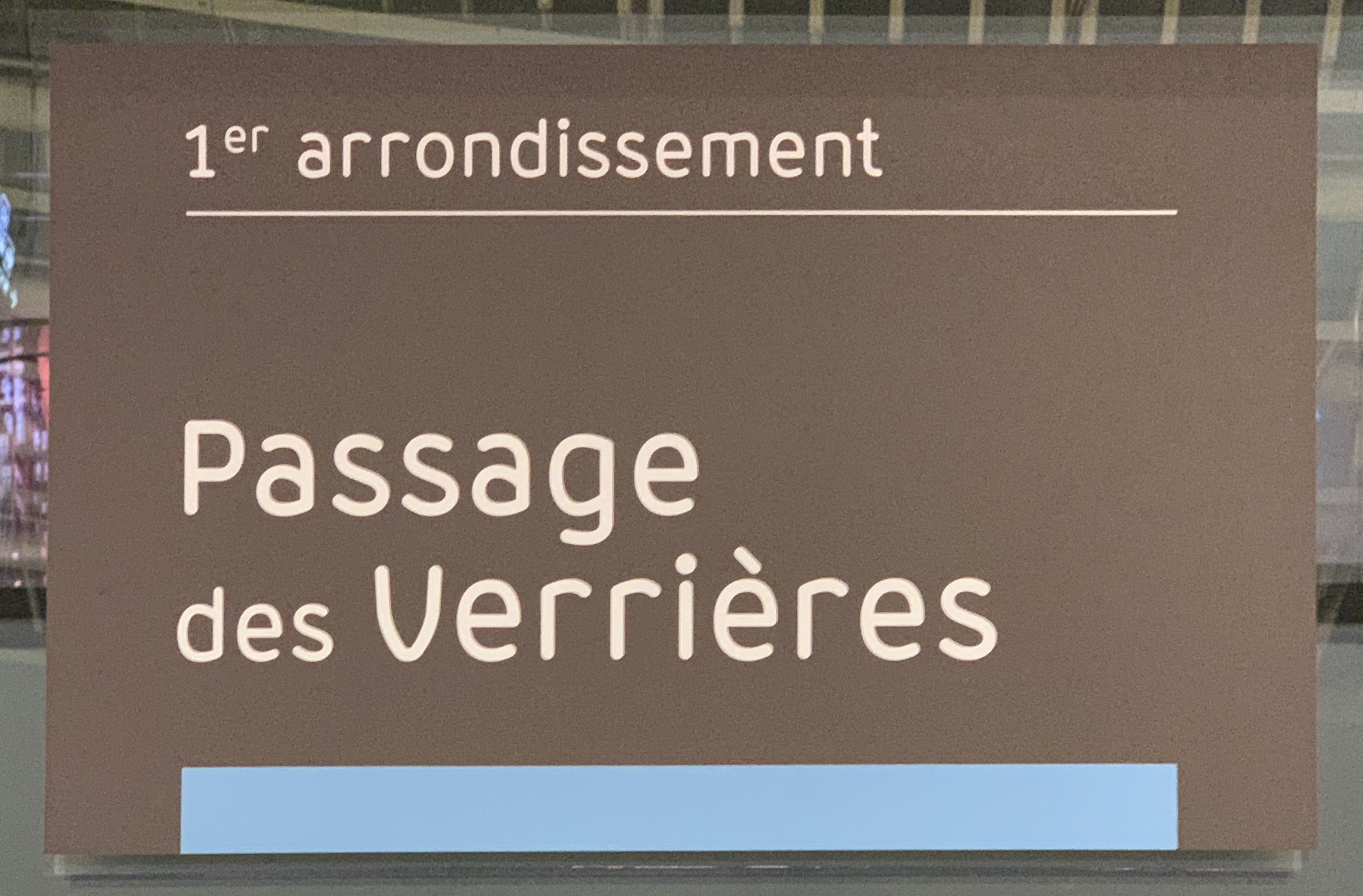
Plaque du passage.

## Situation et accès
Le passage des Verrières est situé entre les paliers des portes Lescot et  Berger, au niveau -3 du secteur Forum Central des Halles (Forum des Halles). 
Il longe la place Basse.

## Historique
Cette voie a été créée lors de l’aménagement du secteur Forum Central des Halles (Forum des Halles).
Le passage des Verrières a été dénommé par l’arrêté municipal du 18 décembre 1996.